# Història de la motocicleta als Països Catalans

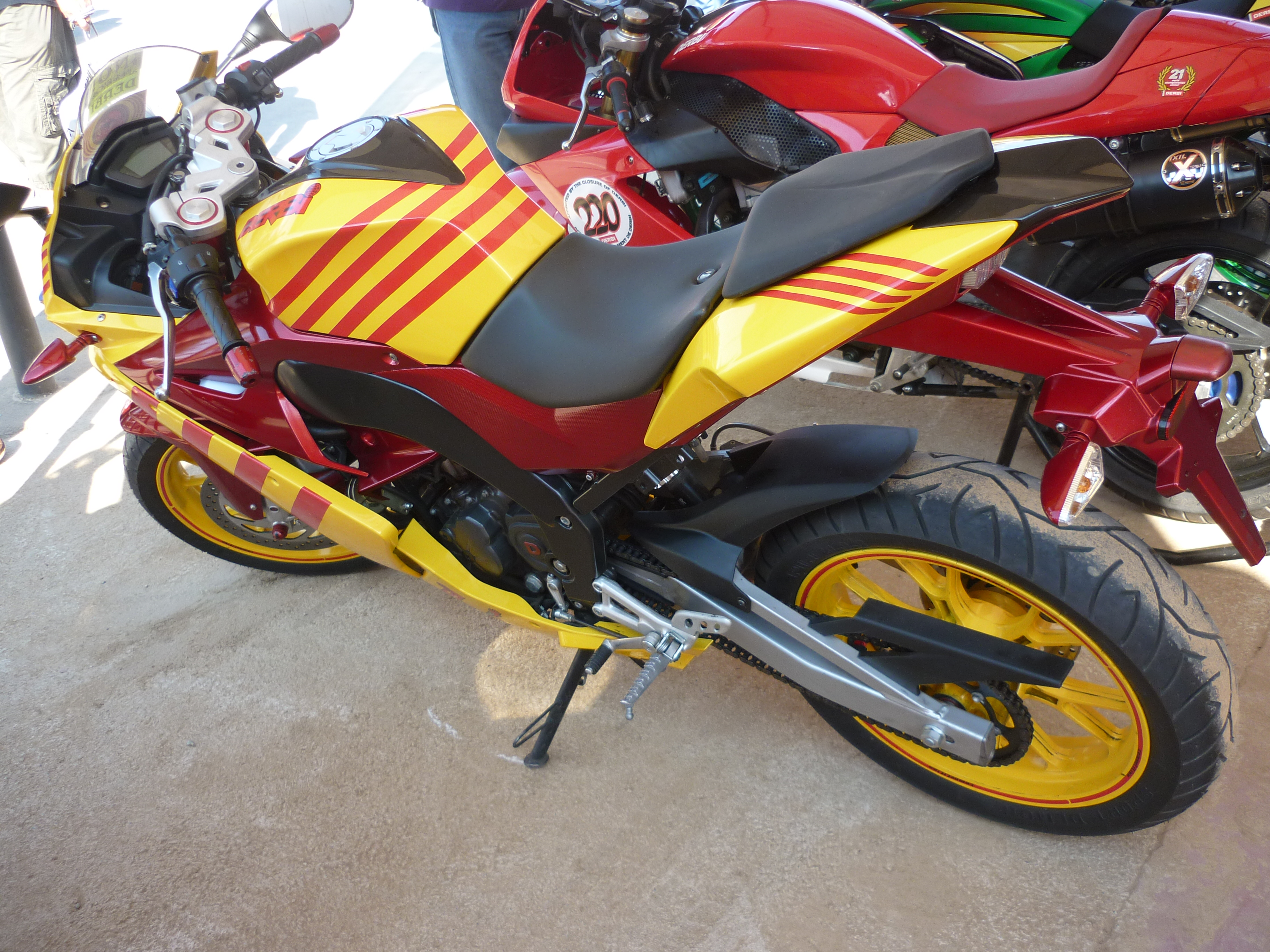
Derbi GPR 50 pintada amb els colors de la Senyera, exposada a Martorelles el 2011

La història de la motocicleta als Països Catalans és el conjunt de fets relacionats amb l'evolució tècnica i la indústria de la motocicleta en aquest territori al llarg de l'època històrica en què aquesta mena de vehicle hi ha estat present, des de començaments del segle XX fins a l'època actual.
En la majoria dels casos, aquesta és una història de petites empreses familiars amb inicis discrets, algunes de les quals varen saber reeixir malgrat les mancances de la seva època i aconseguir grans èxits tant en l'aspecte tecnològic com en el comercial i l'esportiu. És el cas dels Permanyer, Bultó, Giró i Rabasa, cognoms que han passat a la posteritat com a exemple d'empresaris brillants, creadors a partir del no res de marques de renom internacional com són Montesa, Bultaco, Ossa i Derbi, avui dia mítiques.

## Els inicis

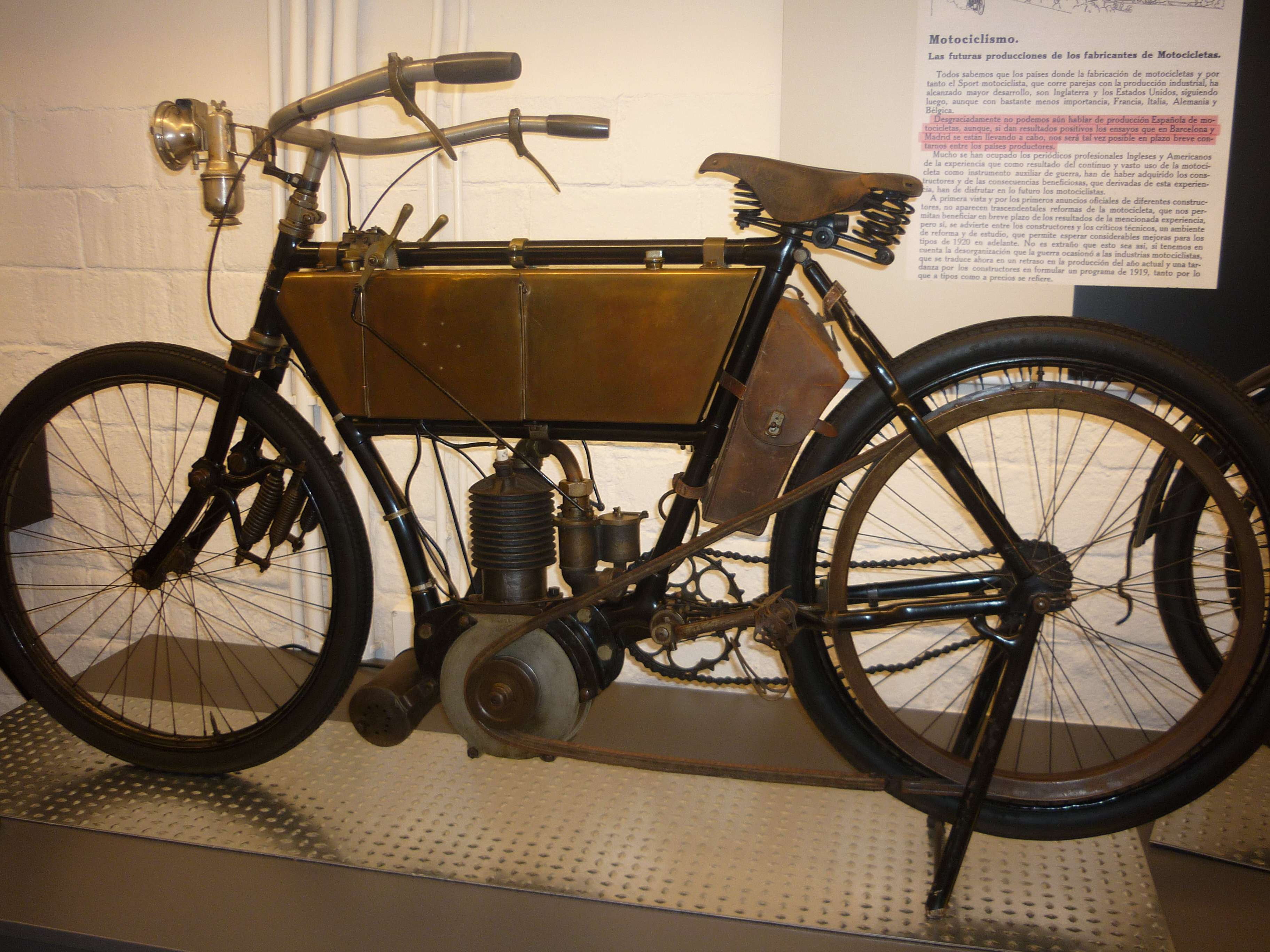
La primera moto catalana: La Villalbí 430cc de 1904

El primer vehicle de dues rodes propulsat per un motor aparegut als Països Catalans fou una "màquina moguda per caldera de vapor d'aigua", obra patentada per Eugeni Bresson a Barcelona l'any 1900. Un any després, Antràs presentava un motor d'explosió accionat per petroli, pensat per a muntar-lo en bicicletes. El 1905 aparegué allò que hom considera la primera motocicleta catalana, la Villalbí, desenvolupada pel mecànic de bicicletes barceloní Miquel Villalbí després de 2 anys de feina artesanal, dotada de motor monocilíndric de quatre temps i 429,83 cc, força avançada tecnològicament. En construí només 5, que vengué a 1.200 pts la unitat.
Durant aquells anys sorgiren diversos fabricants, sobretot a Barcelona, però eren més que res importadors de motocicletes europees a les quals canviaven la marca original: Sanromà (1905) distribuïa les NSU, Lleys (1907-1909) les Griffon, i Enric Forns la España, en realitat una Triumph de 350 cc que a partir de 1916 començà a distribuir des del barri del Clot. Altres firmes de l'època varen ser la Iberia (1919) i la Montserrat (1922).
Una mica abans, el 1918, el català J. Dalmau va endegar la primera producció en sèrie de motocicletes d'Espanya, tot produint-les a Madrid sota la marca "Radio", amb motor de dos temps i 250 cc.

## Dècades de 1920 - 1930
Durant la dècada de 1920 comencen a aparèixer constructors provinents del món de les incipients curses motociclistes, com ara Salvador Grau Just, qui produí en sèrie les S.G. entre 1922 i 1931, o Nilo Massó i Miró, fabricant de les Alpha amb motor DKW i Villiers de 175 i 250 cc a Barcelona d'ençà de 1923. Altres marques de l'època eren les Lutètia de Josep Sugrañes (1924-1931), les Fusté d'en Juli Fusté (1924-1931) o les Carbonell i I.V.E., totes elles barcelonines. A Badalona, Antoni Serra creava les Patria (1923-1936).
D'altra banda, el conegut pilot barceloní Miquel Simó fabricà entre 1928 i 1931 les Simó, arribant a vendre-les a l'exèrcit espanyol al preu de 1.500 pessetes la unitat. Altres marques catalanes de l'època eren Pégula (1924), Inca (1928), JFC (1930) i Gimson, fabricant figuerenc de bicicletes que a partir de 1930 provà sort amb les motocicletes.

## Dècada de 1940: La postguerra

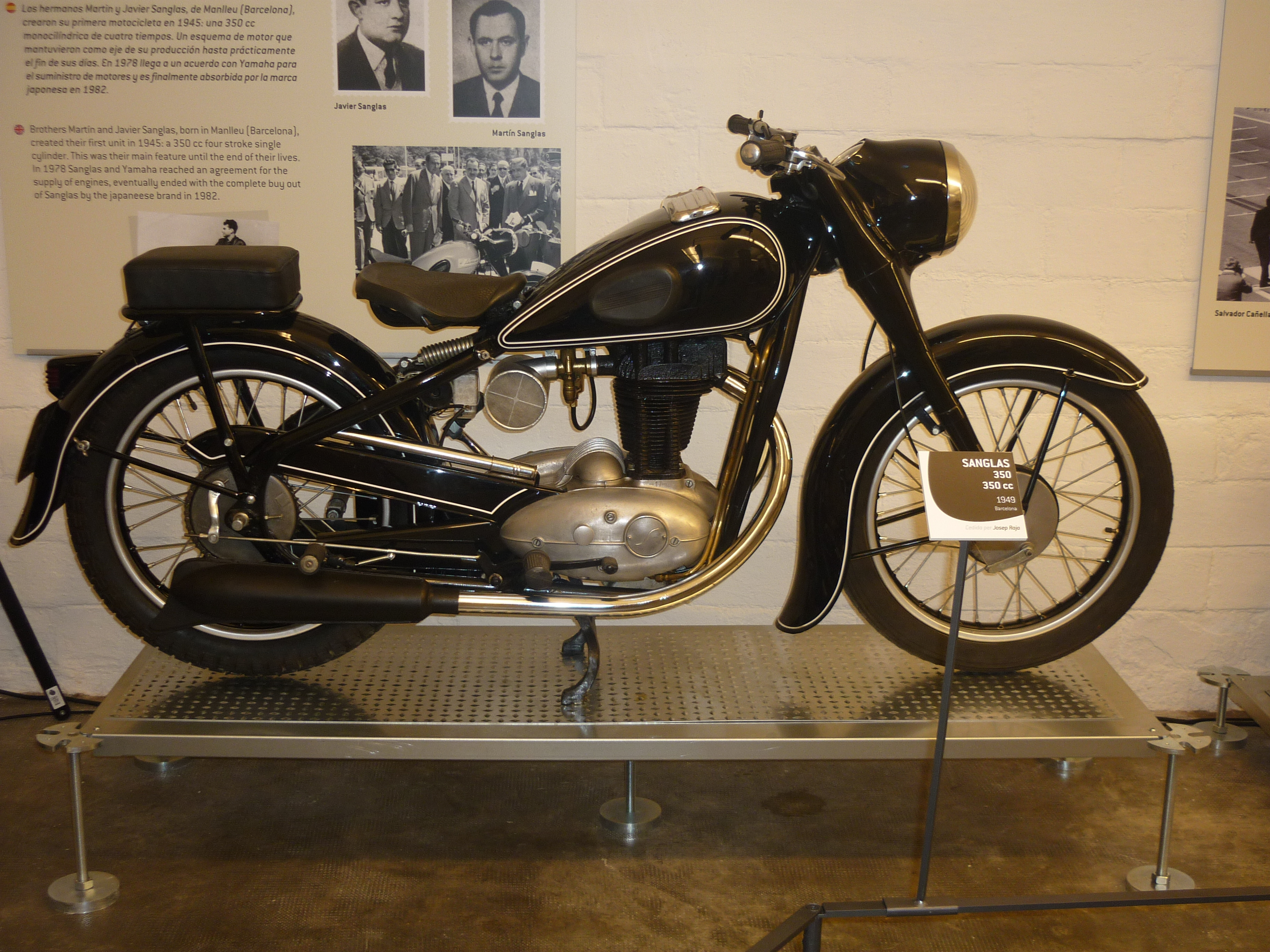
Sanglas 350/1 de 1949

Acabada la guerra civil espanyola, la pèssima situació econòmica feu endarrerir notablement l'empenta empresarial anterior. El 1940, Orpheo Sincronic, S.A., presentà un prototipus que havia estat desenvolupat abans de la guerra a iniciativa de Manuel Giró, però la idea no tingué continuïtat i caldria esperar 11 anys fins que l'empresa comencés a fabricar motocicletes sota la marca OSSA. Al mateix temps, els magatzems Servicio Estación de Barcelona comercialitzaren l'arcaica S.S.S. (anomenada Valsolet a partir de 1943), motocicleta de poca qualitat i amb fama d'espatllar-se sovint.

### Mitjan anys 40: Sanglas i Montesa
Aquesta precarietat començà a canviar aviat: entre 1942 i 1944, els germans manlleuencs Martí i Xavier Sanglas desenvoluparen una avançada motocicleta de 350 cc i motor de quatre temps que resultà extremadament fiable i robusta. Comercialitzada el 1945, la Sanglas 350/1 inicià una nissaga de motos de gran cilindrada que arribaria fins als anys 80, en què l'empresa fou absorbida per Yamaha.
Gairebé al mateix temps, Pere Permanyer decidí canviar el rumb de la seva empresa, fabricant de gasògens, i el 1944 s'associà amb Francesc Xavier Bultó amb la idea de produir motocicletes. Naixia així una de les marques més emblemàtiques del país, Montesa, la qual presentà el seu primer model al públic el 17 de juny de 1945: La Montesa A-45, també anomenada "cafetera" atesa la forma del seu cilindre. Actualment, Montesa és encara una marca capdavantera en el sector del trial, tot i que pertany a la japonesa Honda des de mitjan dècada de 1980.
Malgrat les noves iniciatives empresarials, però, la producció del quinquenni de 1941 a 1945 no superà les 400 unitats anuals.

### Finals dels 40: Moto Guzzi, Rieju, OSSA i Derbi

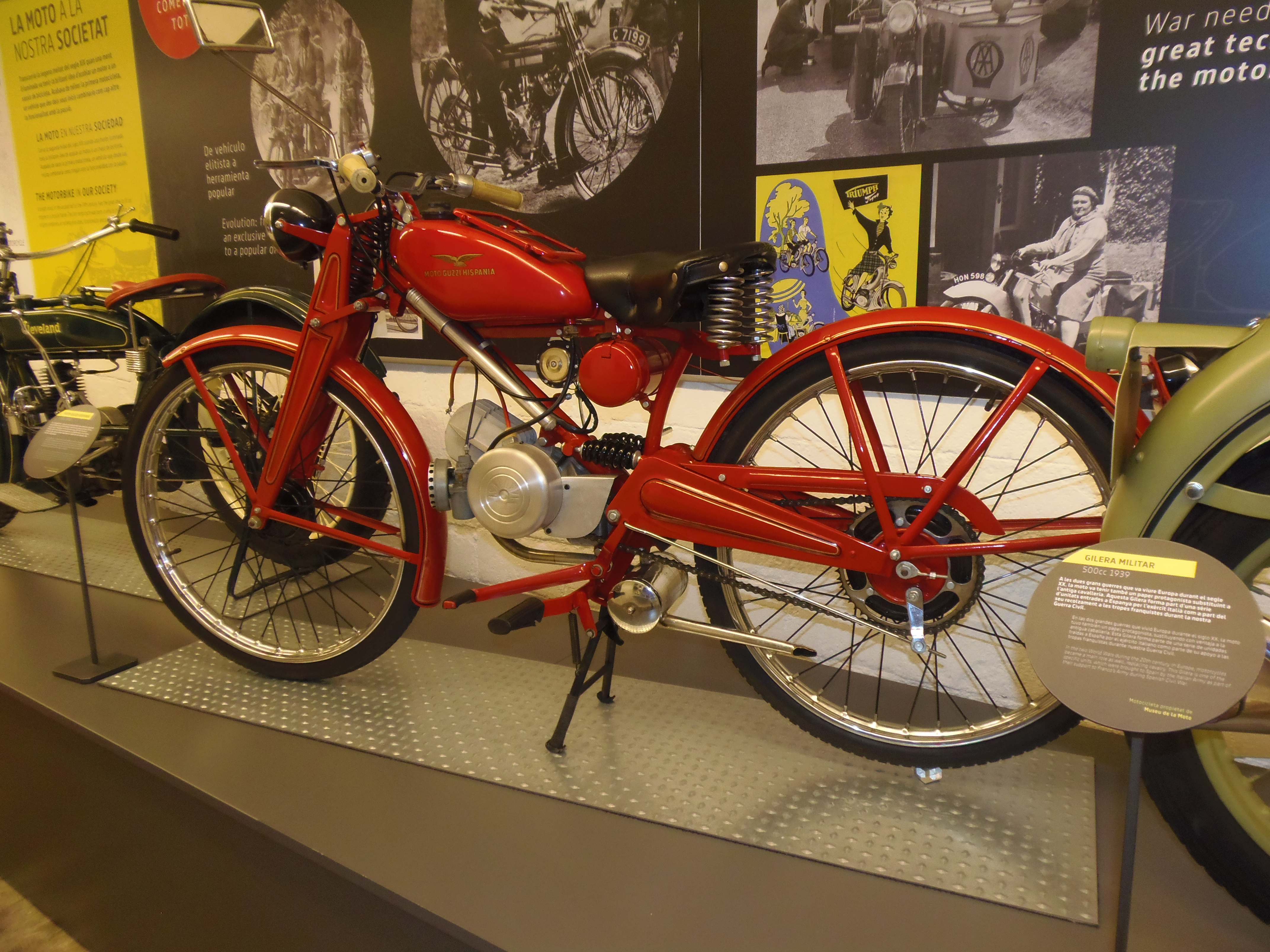
Una Moto Guzzi 65 de 1953

Entre 1949 i 1950, l'antic fabricant de tricicles Alpha (que havia començat a produir motocicletes cap a mitjan anys 40) fabricà les MV Agusta sota llicència de la marca italiana. Sorgí també aleshores una de les empreses més determinants d'aquella etapa, Moto Guzzi Hispania, creada per Oscar Ravà, italià d'origen jueu fugit d'Itàlia durant la II Guerra Mundial i establert a Barcelona, des d'on el 1948 començà a fabricar sota llicència petits velomotors i motocicletes que assoliren gran èxit comercial. De la Moto Guzzi 65, per exemple, se'n vengueren més de 100.000 unitats.
El 1949 entraren en joc dues noves marques, Clúa i Rieju, la segona de les quals ha arribat fins als nostres dies i continua essent un referent en el camp dels ciclomotors. Fou també el 1949 quan OSSA, decidida ja a introduir-se en el sector, presentà en la Fira de Mostres de Barcelona el seu nou i innovador model, la 125, que posà a la venda el 1951. Coneguda com a Fuelles, la 125 fou un èxit de vendes i aviat la demanda superà la producció, donant un fort impuls a la marca que la situà entre les millors del país fins a la seva desaparició a mitjans dels 80.
Simultàniament a OSSA havia aparegut una altra marca que ens ha pervingut fins avui: Derbi, continuadora de la fàbrica de bicicletes que havia fundat Simeó Rabasa a Mollet del Vallès el 1931. Rabasa, que proveïa els bastidors per a les Moto Guzzi 65, havia començat a fabricar el seu propi ciclomotor (SRS) el 1950, i el 1951 presentà a la mateixa Fira de Mostres de Barcelona el seu nou producte: la motocicleta Derbi ("Derivats de Bicicletes") de 250 cc, amb molts avenços tecnològics. Aquella moto encetà una etapa d'èxits que situaren aviat la marca com a líder del sector del ciclomotor (nacional i amb gran projecció europea), havent aconseguit sobreviure fins a l'actualitat, tot i que ja com a propietat de Piaggio. El març de 2013, la propietària italiana decidí tancar definitivament la fàbrica Derbi de Martorelles, acabant així finalment amb una empresa que acumulava 90 anys d'història.

## Dècada de 1950: Eclosió del sector

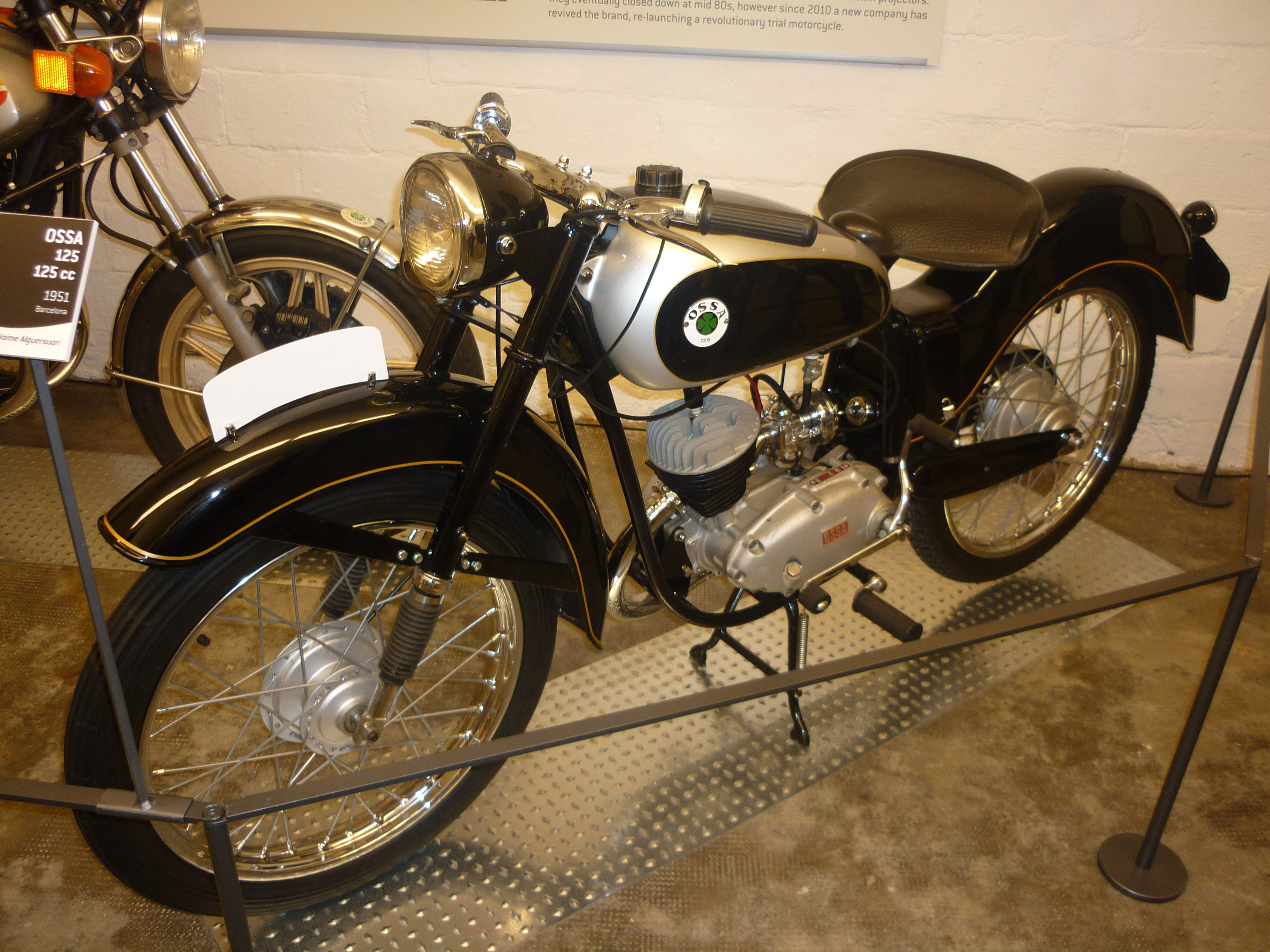
La primera OSSA, la 125 Fuelles de 1951

El procés d'expansió de la motocicleta com a mitjà de transport popular arreu de l'estat -iniciat a partir de la segona meitat dels 40- es consolidà durant dècada de 1950, ocasionant una ràpida expansió de la indústria motociclista catalana, a costa de la indústria ciclista i de velomotors. El 1954 entrà en joc el fabricant Ducson, empresa amb seu a Mollet i propietat dels germans Solà, emparentats amb Simeó Rabasa. Els seus ciclomotors i petites motocicletes assoliren grans cotes de qualitat. Durant aquells anys, naixien constantment noves empreses arreu del territori: Ardilla, Reina, Pons, Aleu, Taber, Reddis, Narcla, Evycsa, Mymsa, etc., arribant a comptabilitzar-se'n més d'un centenar. Els primers anys de dictadura franquista, caracteritzada per l'aïllament econòmic, van propiciar l'enfortiment d'aquestes empreses, ja que la moto va esdevenir l'alternativa motriu per a molta gent. La producció total de motocicletes al conjunt de l'estat espanyol, que el 1945 era de poc més de 500 unitats, superava les 5.000 el 1950 i el 1955 s'acostava a les 70.000.

### Al País Valencià
Al País Valencià, després d'un intent no reeixit del mecànic de Meliana Jesús Roig Martí (que produí una vintena de motocicletes amb marca Romar) el primer fabricant professional fou Vicente Llorens Ferrer, creador el 1949 de la marca Villof. Simultàniament naixien nombroses iniciatives: la FSM de Francisco Sanz Marco a València, la Piqueres de Jenaro Piqueres a Alberic (1952), l'ARC dels germans Bonet a València (1954) i potser la més reeixida: la BJR dels germans Esplugues a Algemesí, iniciada com a Baesal el 1942 i que a mitjan anys 50 tingué prou èxit comercial. Molts fabricants valencians ideaven productes útils per als llauradors, com ara l'escúter Cimera d'Algemesí (amb dispositius per a feines agrícoles) i la Moan d'Antonio Carmona, amb motor submergible ideal per a travessar rius, tolls i séquies.
Entre el seguit de petits fabricants que anaven naixent (VSC, RMH, Elig...), un dels més reeixits fou l'il·licità Setter, ciclomotor de 60 cc aparegut el 1953 que tingué molt d'èxit. L'empresa, propietat de Miquel Santonja, es passà al sector del calcer a finals dels 60. La indústria valenciana de la motocicleta s'extingí gairebé del tot a mitjan anys 70, havent-ne estat una de les darreres creacions la Minimarcelino, minimoto d'origen italià que comercialitzà la saguntina Dismave fins al 1973.

### Illes Balears
També a les Illes Balears l'augment d'interès per la motocicleta trobà ressò aviat: El 1949, els germans Jaume i Antoni Colomet Abraham (mecànics de motors industrials i mariners) iniciaren la fabricació de velomotors i motos Colomet. Al mateix temps, el fabricant de bicicletes Bibiloni decidí començar a produir motocicletes. Aparegueren després les marques Minaco, Coronat, fabricada a Inca (Mallorca) per Jaume Llovera Morro, i BMS, obra del distribuïdor d'Ardilla a Mallorca Baltasar March Santandreu.

### 1958: Ducati Mototrans i Bultaco

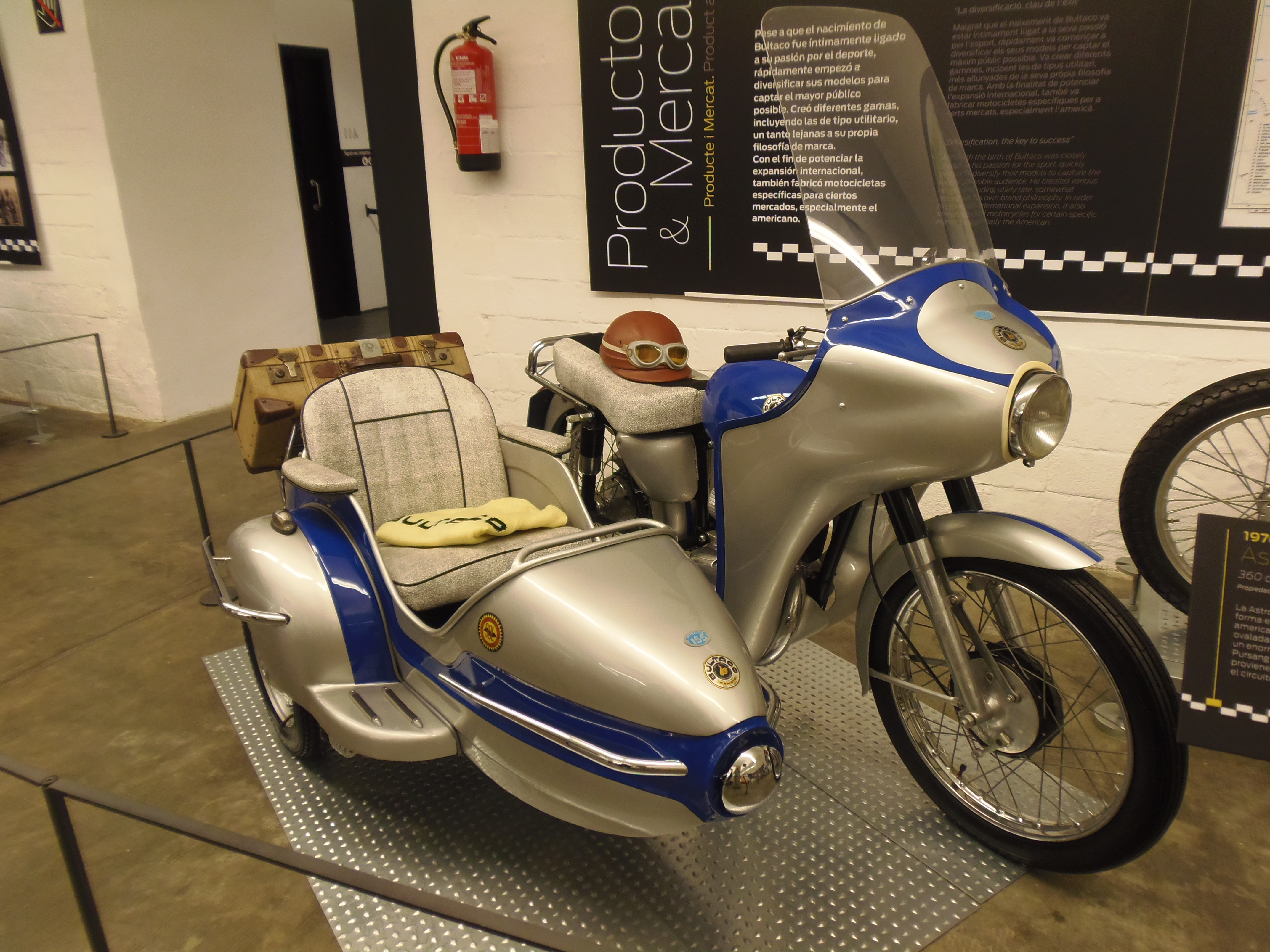
Fins a mitjan anys 60, el sidecar fou usual (Foto: Bultaco 155, 1961)

Arribats a 1958, cal destacar el naixement de Mototrans, empresa fundada entre Eusebi Andreu Virgili i Maquitrans amb la finalitat de fabricar sota llicència les italianes Ducati a Barcelona, tasca que desenvoluparen amb èxit fins a començaments dels 80.
Però l'esdeveniment clau d'aquell any fou sens dubte la sortida de Bultó de Montesa, per desavinences amb Permanyer, que portà al naixement gairebé immediat d'una de les marques més mítiques del sector de la motocicleta: Bultaco. Ja des del primer model que fabricà la companyia, la Tralla 101, presentada el 24 de març de 1959, Bultaco deixà clara la seva aposta per la motocicleta esportiva i la competició. Els seus èxits en aquest camp foren una constant fins al moment de la seva desaparició, a mitjan anys 80, víctima de la forta crisi del sector i de la situació socioeconòmica estatal.

## Dècades de 1960 - 1980: Esplendor i declivi
La primera gran crisi que hagué d'afrontar el sector coincidí amb el naixement d'una altra de les grans indústries amb seu a Catalunya: la Seat i el seu Sis-cents, la popularització del qual abocà a la desaparició gran nombre de petits fabricants al llarg dels anys 60. Les poques empreses que resistiren l'embat, empeses per la davallada de vendes, reorientaren la seva producció vers la moto de muntanya. En qüestió de pocs anys, tant Bultaco com Montesa i OSSA esdevingueren capdavanteres en el vessant tecnològic i esportiu en disciplines com ara el trial (en què les Bultaco Sherpa T, Montesa Cota i OSSA MAR eren considerades les millors del món), el motocròs i l'enduro. En aquella època, les nou empreses més importants, establertes a Figueres i a l'àrea de Barcelona, donaven feina a 2.338 treballadors.

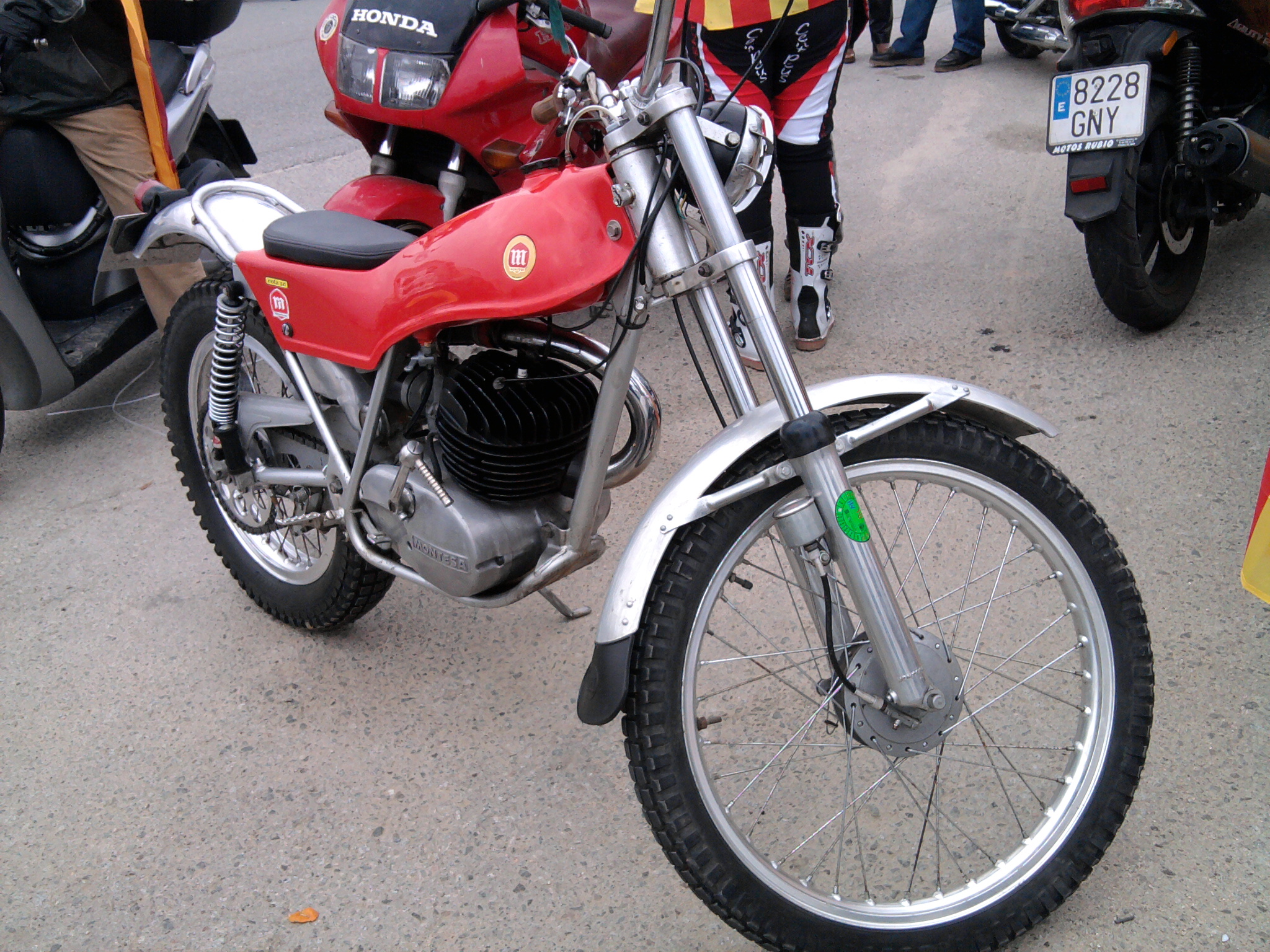
Una Montesa Cota 247 de trial dels volts de 1972

Durant anys, la indústria catalana anà creixent de forma sostinguda -tot i patir sotragades importants els anys 1960, 1967, 1974 i 1975- fins a arribar al 1977, l'any de màxima expansió del sector amb un total de 267.424 motocicletes produïdes pel conjunt de fabricants catalans i de la resta de l'estat (comptant, doncs, amb Puch a Astúries, Motovespa a Madrid, Lambretta al País Basc i altres). Les dades relatives únicament a la indústria catalana indiquen que a començaments de la dècada de 1970, Bultaco, Montesa, OSSA i Sanglas facturaven en conjunt més de 130.000 motocicletes anuals. Al cap de pocs anys, però, gairebé totes les marques supervivents de la crisi dels 60 desaparegueren d'escena, incapaces de superar la gran davallada empresarial del tombant dels anys 70-80 (causada, com ja s'ha dit, per factors sociopolítics i econòmics, a banda de l'entrada en tromba dels japonesos).

### La crisi dels 80
La gran crisi del sector es començà a gestar cap a mitjan 1978, afectant inicialment marques consolidades com ara OSSA, Sanglas, Mototrans i Bultaco. Les causes eren diverses, entre les quals la inflació galopant de mitjan anys 70, les nombroses vagues convocades d'ençà de la recuperació de les llibertats socials (Bultaco, per exemple, estigué més de set setmanes aturada amb el resultat que les Pursang s'enviaren massa tard als EUA, quan la competència ja hi havia venut els seus models, i l'empresa n'hagué de liquidar una partida de 2.000 a preu de saldo), la manca d'ajut de la banca i la mala administració que patien les empreses, que en provocà unes plantilles sobredimensionades (OSSA, per exemple, produïa 10.000 motos amb 500 obrers mentre Bultaco i Montesa, amb 400, en produïen 20.000 cadascuna). La situació s'agreujà quan l'u d'octubre de 1979 el govern espanyol apujà l'impost que gravava les motos (i no els ciclomotors) del 17,6 al 26%, augmentant de passada l'edat requerida per als diversos permisos de circulació.
Tot intentant sobreviure, les principals marques tiraren cadascuna pel seu costat. El 4 de novembre de 1981, el govern espanyol aprovà el pla presentat per Banesto/Yamaha de creació de SEMSA (Sociedad Española de Motocicletas, S.A.), empresa desenvolupada sobre Sanglas que absorbia part del personal de Mototrans, obligant a tancar aquesta darrera per tal d'eliminar així la competència italiana. L'abril del 1982, la Generalitat de Catalunya comunicà a Bultaco, Derbi, Montesa i OSSA el resultat d'un estudi del CEAM (Centro Especializado de Asesoramiento Metalúrgico) segons el qual Derbi i Montesa eren viables però no Bultaco i OSSA, suggerint l'absorció d'aquestes per les altres dues. Els afectats presentaren una contraoferta a la Generalitat i, mentrestant, intentaren subsistir cadascuna com podia. El maig d'aquell any, Montesa i Honda comunicaren al govern català que estaven negociant i presentaren dues propostes: un acord industrial/tecnològic i un de comercial. Al setembre sortia al mercat la primera Yamaha catalana, la DT 80, amb la participació de 65 empreses del sector i un grau de nacionalització del 60%. Durant els dos primers anys d'activitat se n'exportà tota la producció a Alemanya.
L'onze de novembre de 1982, la Generalitat, la patronal i els sindicats signaren una acta en què manifestaven la seva voluntat d'adherir-se a un pla de reestructuració pel qual Derbi absorbia a Bultaco i Montesa a OSSA, passant en total de 1.677 treballadors a 853, amb 995 milions de pts en indemnitzacions per part de les empreses i la resta a càrrec del govern espanyol. Els afectats, però, exigien cobrar al comptat la totalitat d'endarreriments i la quitança i en aquells moments no hi havia prou diners disponibles, amb la qual cosa es perdé la darrera oportuniat de salvació.
L'arribada de les Yamaha, Honda i en menor mesura Suzuki i Kawasaki, amb models potents i preus trencadors, escombraren aviat tota la malmesa competència. L'augment de les importacions de motocicletes japoneses actuà en detriment de les indústries autòctones que, alhora, es trobaren amb la competència nipona als mercats exteriors. D'aquesta manera, mentre en el període 1978-79 a l'Estat espanyol les importacions cresqueren en un 63%, les exportacions solament s'incrementaren en un 9,8%. Les empreses catalanes acabaren tancant o essent comprades pels japonesos, tret de Rieju i Derbi.
Finalment, dos fabricants japonesos s'establiren definitivament al Principat: Honda absorbí dins de Montesa Honda, S.A. a Permanyer, S.A. (la històrica Montesa) l'u de juliol de 1986 i Yamaha es constituí en Yamaha Motor España, S.A. el març de 1987 (quan Banesto abandonà l'aventura empresarial de SEMSA). Kawasaki s'introduí en aquest mercat més tard, amb un acord de distribució dels seus productes per part de Derbi.

## Dècades de 1980 i 1990: Dels artesans a Gas Gas

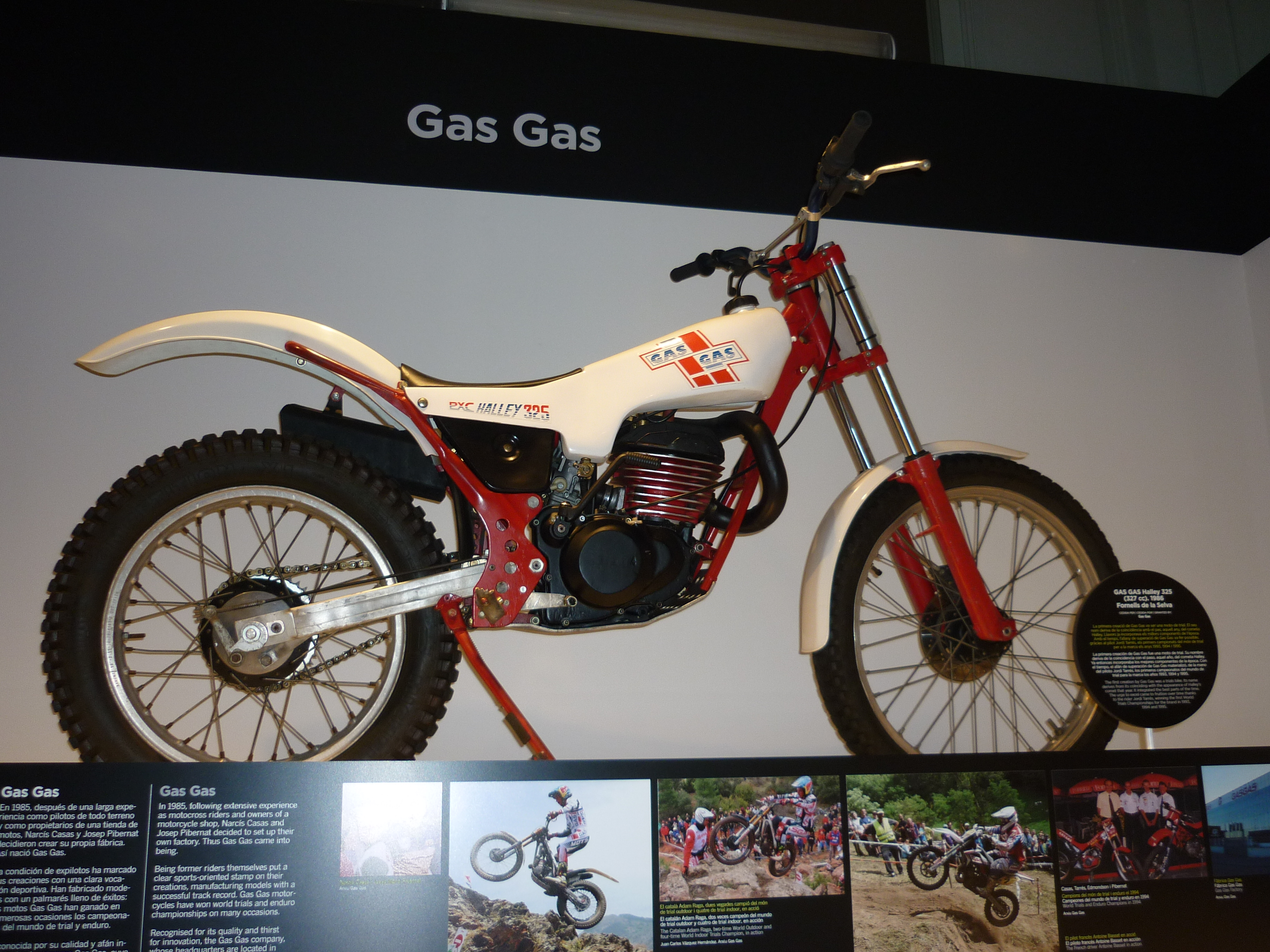
Una Gas Gas Halley de trial de 1986

Ja des de finals de la dècada de 1970 i començaments de la de 1980, coincidint amb l'etapa de crisi final i tancament dels principals fabricants catalans, començaren a aparèixer petites iniciatives empresarials que anaven ocupant l'espai de mercat deixat per aquells. Centrades bàsicament en la construcció de motocicletes esportives de fora d'asfalt, aquestes noves empreses (moltes d'elles artesanals) tingueren sorts diverses: la majoria acabaren tancant o essent absorbides, mentre algunes han arribat fins a l'actualitat.
Entre d'altres, cal destacar Mecatecno (fundada el 1978 per Jordi Rabasa), Merlin (fundada el 1980 per Ignasi Bultó i Pere Arpa) i JP (creada el 1987 per Albert Juvanteny i Francesc Payà); totes tres fabricants de models de trial, la més duradora en fou Merlin, la qual amplià la gamma també al trail. Hi hagué també diversos fabricants de motocicletes d'enduro i motocròs, com fou el cas d'Anvian, ARM o Alfer (aquest darrer, encara fabricant actualment motocicletes d'enduro de qualitat) i de velocitat com ara Kobas, Arbizu i JJ Cobas.
Però l'empresa més destacada de les nascudes en aquella època ha estat sens dubte Gas Gas, creada a Salt el 1985 per dos ex-campions d'enduro (Narcís Casas i Josep Maria Pibernat), que ha esdevingut una de les millors fabricants de motocicletes de trial i enduro de l'actualitat, havent guanyat bon nombre de campionats mundials d'ambdues modalitats. Cal esmentar també Sherco, empresa occitana fundada el 1998 que desenvolupa i fabrica totes les seves motos de trial a Caldes de Montbui, actualment en plena expansió.

## Darrers temps: Del 2000 a l'actualitat
A 1 de gener de 2015
La dècada del 2000, marcada d'ençà del 2007 per la crisi financera global, afectà de ple el sector de la indústria motociclista catalana. Durant aquests anys convulsos, els tres principals fabricants que encara romanien en actiu acabaren tancant, víctimes de polèmiques deslocalitzacions.
Montesa Honda, traslladada a unes modernes instal·lacions de Santa Perpètua de Mogoda l'any 2000, abandonà quasi totalment la fabricació de motocicletes l'u d'abril de 2010 degut a la reestructuració d'Honda a nivell global. Poc després, Yamaha Motor España, amb seu a Palau-solità i Plegamans d'ençà de 1987, fou deslocalització a França després d'unes intenses negociacions entre la multinacional, el govern català i els treballadors. La darrera Yamaha catalana sortí de la línia de producció de Palau-solità i Plegamans el 31 de març de 2012. Finalment, Derbi, absorbida per Piaggio el 2001, tancà definitivament les portes el 22 de març de 2013 en ser deslocalitzada la seva producció a Itàlia, concretament a la fàbrica d'Aprilia. També Xispa, un petit fabricant de motos infantils, acabà tancant a finals del 2013.

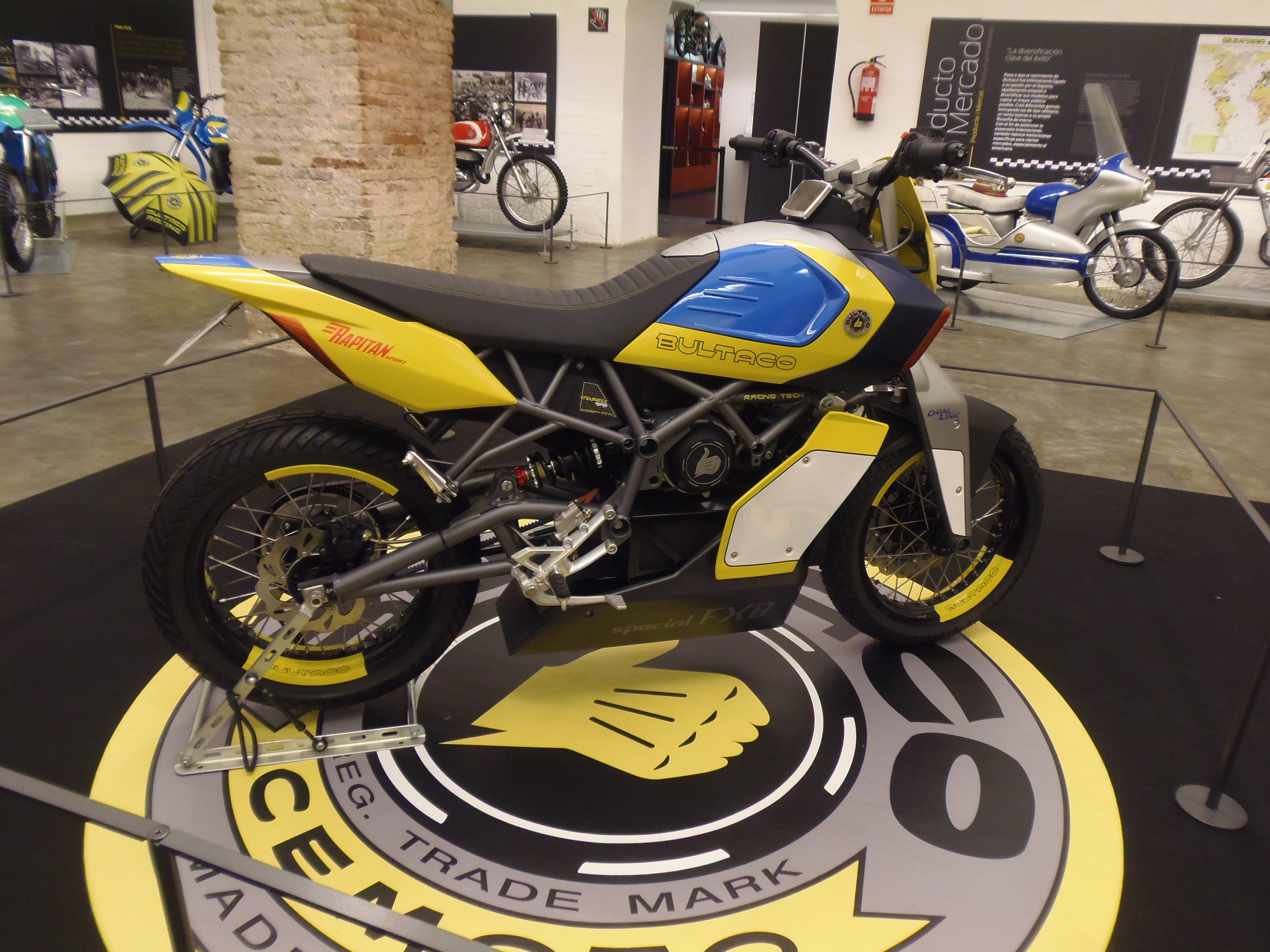
La Bultaco Rapitan del 2014

Malgrat tot, una de les poques bones notícies per al sector de la motocicleta catalana ha estat el ressorgiment d'OSSA de mans de Jordi Cuxart i Joan Gurt, els quals, un cop comprades les patents de la difunta empresa, la refundaren el 2009. La nova Ossa Factory, amb seu a Girona, està produint un model de trial revolucionari i aviat en llançarà dos de nous: un de trail i un d'enduro, ambdós també amb solucions tècniques i estètiques innovadores.

### La moto elèctrica
Darrerament, Gas Gas està treballant ja en el sector de les motocicletes elèctriques, sens dubte el futur d'aquesta indústria. En aquesta mena de motos hi està treballant també Rieju i Volta Motorbikes, una nova empresa figuerenca apareguda el 2010 que ha anunciat la imminent comercialització d'un model elèctric capdavanter.
La darrera iniciativa en aquest camp té a veure amb la mítica Bultaco: el maig de 2014 s'anuncià el retorn de la marca de mans de Bultaco Motors, empresa amb seu a la comunitat de Madrid que es dedicarà a la fabricació de motocicletes elèctriques revolucionàries en una nova fàbrica a Montmeló, Vallès Oriental.

## Col·leccions

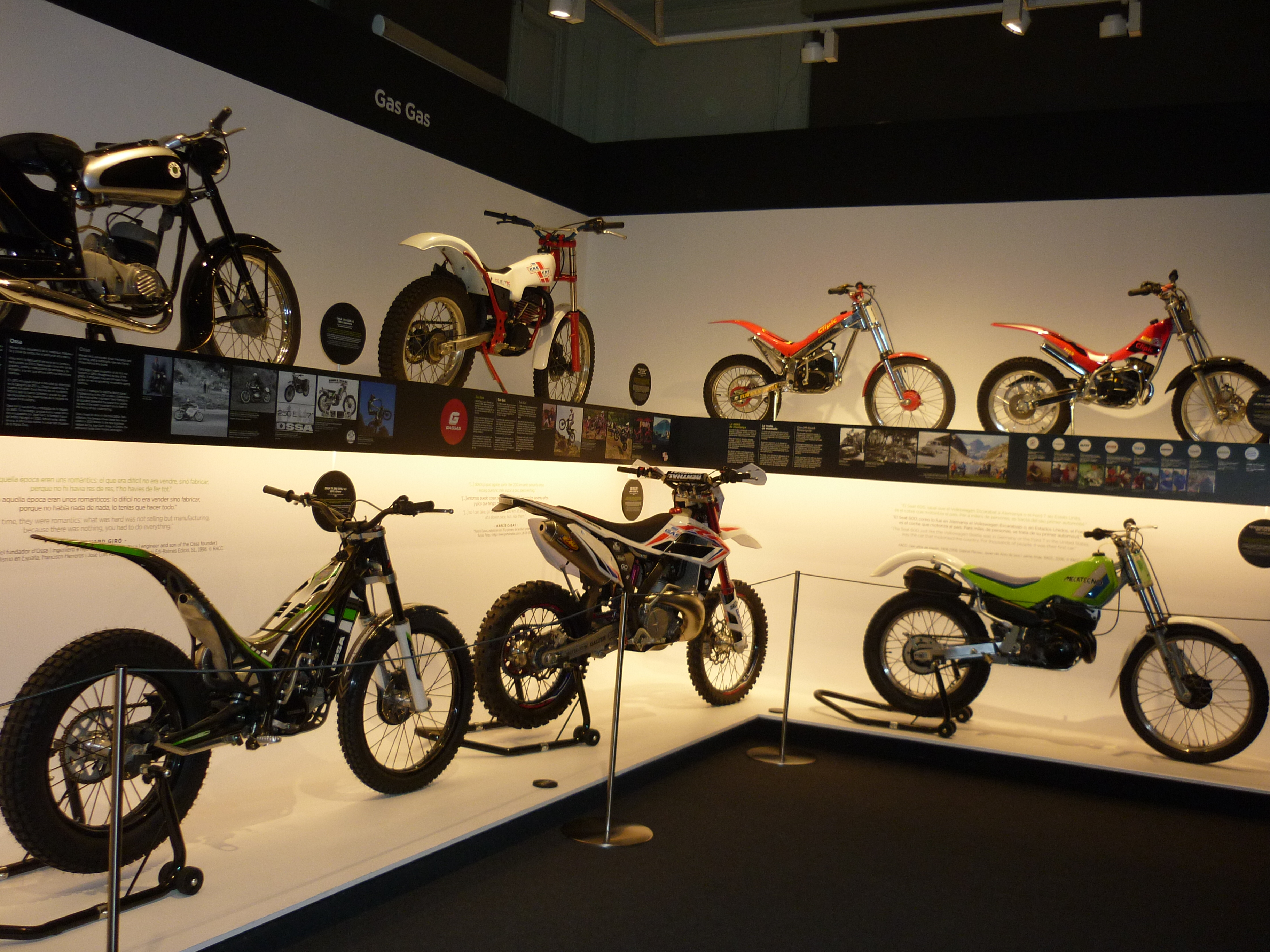
Una de les sales de l'exposició "Catalunya Moto" (2015)

Hi ha nombrosos museus i col·leccions privades que exposen, de forma temporal o permanent, mostres de motocicletes catalanes de tots els temps. A tall d'exemple, al Museu de la Moto de Barcelona i al de Bassella, de la família Soler, hi ha espais permanents dedicats a la història de la moto catalana, amb una important selecció de models. També el Museu Isern de la Moto de Mollet del Vallès, el Museu de Vehicles Històrics Vall de Guadalest i la Col·lecció d'Automòbils Salvador Claret de Sils disposen d'una bona tria de motos històriques catalanes.
Pel que fa a col·leccions restringides a una marca concreta, cal destacar la de Derbi aplegada pels germans Josep i Jordi Pujolar a Santa Cristina d'Aro, la de Mymsa creada pels cosins Josep i Jaume Aragall a Santa Eulàlia de Ronçana i la Col·lecció Pere Permanyer, dedicada a Montesa. Aquesta darrera s'ha organitzat com a exposició permanent al Museu de la Ciència i de la Tècnica de Catalunya (mNACTEC) de Terrassa, sota el nom de «Viva Montesa». Des de l'octubre de 2014, a més, el Museu de la Moto de Barcelona ha organitzat una exposició temporal anomenada «Bultaco. Motos de Llegenda», amb una bona tria de models d'aquesta marca.
Finalment, el març de 2015 la Generalitat de Catalunya i l'Ajuntament de Barcelona varen inaugurar una exposició temporal al Palau Robert de Barcelona, anomenada «Catalunya Moto», en què es fa un exhaustiu repàs de la moto i el motociclisme catalans, des dels àmbits industrial, social, esportiu i tecnològic.